# Tailandia en los Juegos Olímpicos de Los Ángeles 1984
Tailandia estuvo representada en los Juegos Olímpicos de Los Ángeles 1984 por un total de 35 deportistas, 25 hombres y 10 mujeres, que compitieron en 5 deportes.
El portador de la bandera en la ceremonia de apertura fue el tirador Rangsit Yanothai.

## Medallistas
El equipo olímpico tailandés obtuvo las siguientes medallas:
| Nombre           | Deporte | Competición |
| ---------------- | ------- | ----------- |
| Oro              |         |             |
| —                |         |             |
| Plata            |         |             |
| Dhawee Umponmaha | Boxeo   | 63,5 kg M   |
| Bronce           |         |             |
| —                |         |             |